# Jeremiah Fears
Jeremiah Fears (Joliet, 14 de outubro de 2006), é um jogador profissional de basquetebol que atua como armador ou ala-armador no New Orleans Pelicans da NBA.

## Carreira universitária
Na temporada 2024–25 pela Oklahoma, Fears disputou 34 partidas, com médias de 17,1 pontos, 4,1 rebotes, 4,1 assistências e 1,6 roubos por jogo, alcançando aproveitamento de 43,4 % nos arremessos de quadra, 28,4 % de três e 85,1 % nos lances livres. Foi incluído na SEC All‑Freshman Team.

## Draft e início profissional
Fears foi selecionado como a 7ª escolha geral no Draft da NBA de 2025 pelo New Orleans Pelicans.
Em junho de 2025, foi confirmado que Fears manteria a camisa número 0, até então usada no college – a camisa "0 Fears" virou destaque nas lojas oficiais.

## Estilo de jogo
Fears é um armador versátil com excelente explosão na transição, controle de bola e visão de jogo. É reconhecido por seu toque de media distância e capacidade de tomar decisões rápidas. Apesar de talentoso, precisa evoluir no arremesso de três corpos e ganhar força física para a defesa em alto nível.

## Vida pessoal
Seu pai, Jeremy Fears Sr., jogou universitariamente em Ohio e Bradley, e seu irmão mais velho, Jeremy Fears Jr., foi destaque na Michigan State. Ele se inscreveu para o NBA Draft após uma temporada impressionante em Oklahoma, aos 18 anos.[carece de fontes?]